# Carl Gustaf Tessin

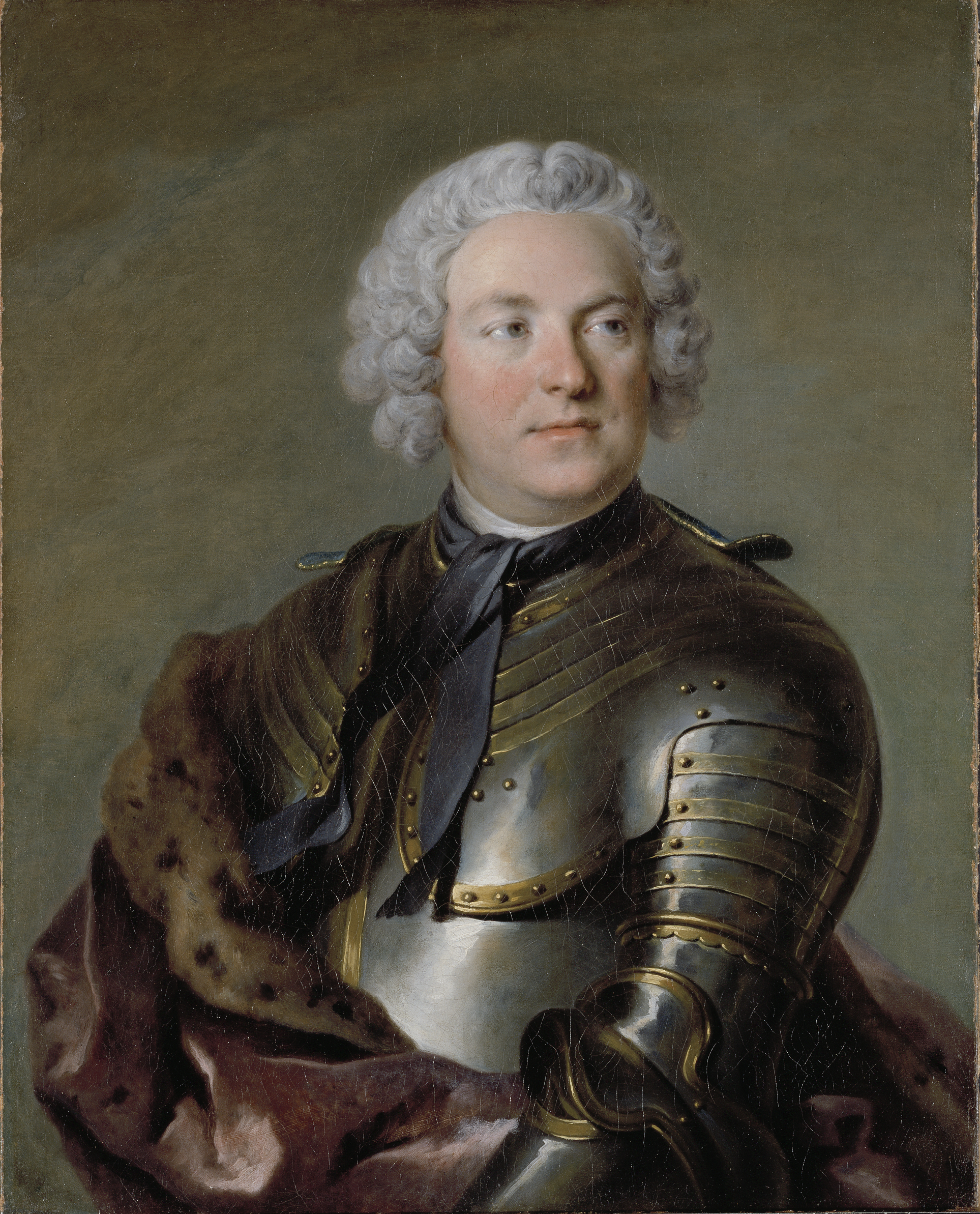
Retrato de Carl Gustav Tessin, por Louis Tocque

O conde Carl Gustaf Tessin (Estocolmo, 5 de setembro de 1695-Åkerö, 7 de janeiro de 1770) foi um aristocrata, diplomata, político sueco. Também foi um grande colecionador de pinturas e mecenas, um dos maiores expoentes da Era da Liberdade na Suécia. A sua coleção de arte é a base do Museu Nacional de Belas-Artes da Suécia
Nascido em Estocolmo, eera filho de Nicodemus Tessin, o Jovem, grande marechal da corte e famoso arquiteto, e de Hedvig Eleonora Stenbock. Foi super-intendente dos edifícios e jardins do rei e do marechal suecos na assembleia dos Estados do Reino em 1738. Foi um zeloso campeão do Partido dos chapéus e presidiu à Assembleia da Nobreza na dieta de 1738. Ele aconselhou uma aliança com a França e chegou a celebrar um tratado em Versalhes (1742). Residiu na corte de Luís XV de 1739 a 1742, tendo sido enviado pelo rei com as funções de embaixador, sem ter o título. Durante a sua permanência em Paris, construiu uma importante coleção de pinturas e desenhos, incluindo o Triunfo de Vénus de François Boucher e muitas obras de Jean Simeon Chardin, Jean-Baptiste Oudry, François Lemoyne, Nicolas Lancret, Jean-Baptiste Pater e Watteau. Perante dificuldades financeiras, teve que se separar, a partir de 1749, de uma grande parte dessa coleção, que se tornaria propriedade da Coroa Sueca.
Foi eleito membro da Academia Real das Ciências da Suécia em 1741.
Acabou a presidir à chancelaria de 1746 a 1752 (cargo hoje equivalente ao de primeiro-ministro), e foi governador do príncipe real (mais tarde Gustavo III). O Conde Tessine sua esposa Ulla deram o tom no tribunal refinado de Drottningholm com a Princesa Real Louise-Ulrique, que se tornou rainha em 1751.
No entanto, cansado de ter que lutar contra festas, esquecido pelo rei e especialmente pela rainha Louise-Ulrique, de quem fora próximo, deixou a vida pública em 1761, para morar num castelo em Åkerö, onde morreu em 1770.